# 루나 매직
루나 매직(영어: Lunar Magic)은 FuSoYa에 의해 제작된 슈퍼 마리오 월드용 레벨 에디터이다. 이 프로그램은 마이크로소프트 윈도우즈에서 구동되며, 이용자들에게 커스텀 그래픽들을 제공하며, 쉽게 블록 데이터와, 레벨, 오버월드(overworld)를 수정하게끔 도와준다.

## 역사
FuSoYa에 따르면, 그는 슈퍼 닌텐도 엔터테인먼트 시스템 게임인 슈퍼 마리오 월드의 레벨 에디터 루나 매직의 개발을 시작했다. 첫 발매는 2000년 9월 24일로, 개선점을 포함한 새로운 발매는 연도를 넘어 계속되어 왔다. 마지막 업데이트 날짜는 2021년 버전 3.31.이다.

### 버전 역사
| 버전 | 날짜              | 체인지로그                                                             |
| ---- | ----------------- | ---------------------------------------------------------------------- |
| 1.00 | 2000년 9월 24일   | - 첫 발매                                                              |
| 1.01 | 2000년 10월 2일   | - 추가한 GFX 파일들을 사용할 수 있는 옵션을 추가 - Add Layer 3 options |
| 1.02 | 2000년 10월 10일  | - 향상된 레벨 관리 구현                                                |
| 1.10 | 2000년 12월 25일  |                                                                        |
| 1.20 | 2001년 5월 20일   |                                                                        |
| 1.30 | 2001년 9월 24일   |                                                                        |
| 1.40 | 2001년 12월 25일  |                                                                        |
| 1.50 | 2002년 9월 24일   |                                                                        |
| 1.60 | 2003년 9월 24일   |                                                                        |
| 1.63 | 2005년 9월 24일   |                                                                        |
| 1.64 | 2009년 9월 24일   |                                                                        |
| 2.00 | 2012년 5월 5일    |                                                                        |
| 2.10 | 2012년 12월 25일  | - Ability to use x2 zoom - New 8x8 tile selector - New Map16 editor    |
| 2.43 | 2016년 12월 25일  |                                                                        |
| 2.53 | 2018년 2월 9일    |                                                                        |
| 3.00 | 2018년 12월 25일  | - 새로운 FG/BG 이닛 시스템                                             |
| 3.11 | 2020년 9월 9일    |                                                                        |
| 3.20 | 2020년 9월 24일   | - .s16 파일과 함께 오류 수정                                           |
| 3.21 | O2020년 10월 24일 |                                                                        |
| 3.30 | 2021년 5월 1일    |                                                                        |
| 3.31 | 2021년 9월 24일   |                                                                        |

## 반응
레벨 에디터 루나 매직 개발의 반응은 긍정적이다. Kotaku는 "슈퍼 마리오 월드의 아주 쿨한 레벨 에디터"라고 말하며 "루나 매직은 궁극의 사이드 스크롤러에 대한 겉보기에 결코 흔들리지 않는 사랑을 되살릴 것이 확실하다"고 칭찬했다.사이먼 칼리스의 2005년 저서 "Gaming Hacks"는 "역대 가장 화려하고 완전한 형태의 레벨 에디터 해킹 중 하나"라고 묘사한다. 사이트 "1UP.com"은 "이 전례 없는 에디터를 통해 슈퍼 마리오 월드의 새로운 레벨을 쉽게 만들 수 있다."라고 언급했다. 슈퍼 마리오 월드 센트럴(SMW Central)이라는 웹사이트는 2006년에 만들어졌으며 주로 루나 매직(Lunar Magic)을 사용하여 만든 해킹 롬 파일을 제작하는 데 전념하고 있으며, 사용자들에게 큰 호응을 얻고 있다.

## 같이 보기
- Kaizo Mario World
- Super Mario Maker
- Super Mario Maker 2